# Argemone munita
Argemone munita är en vallmoväxtart som beskrevs av Michel Charles Durieu de Maisonneuve och Theodore Charles Hilgard. Argemone munita ingår i släktet taggvallmor, och familjen vallmoväxter.

## Underarter
Arten delas in i följande underarter:
- A. m. argentea
- A. m. munita
- A. m. robusta
- A. m. rotundata

## Bildgalleri

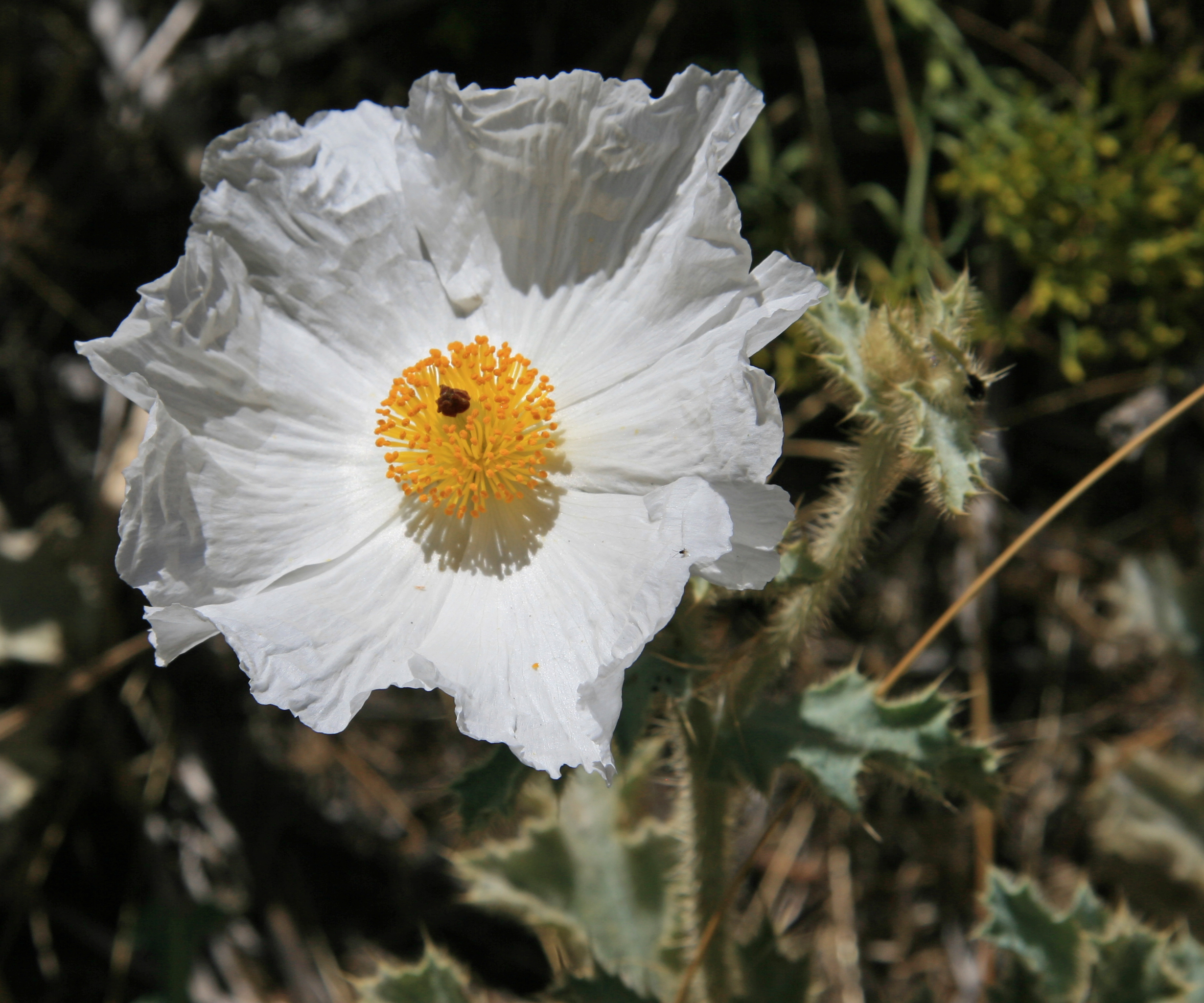
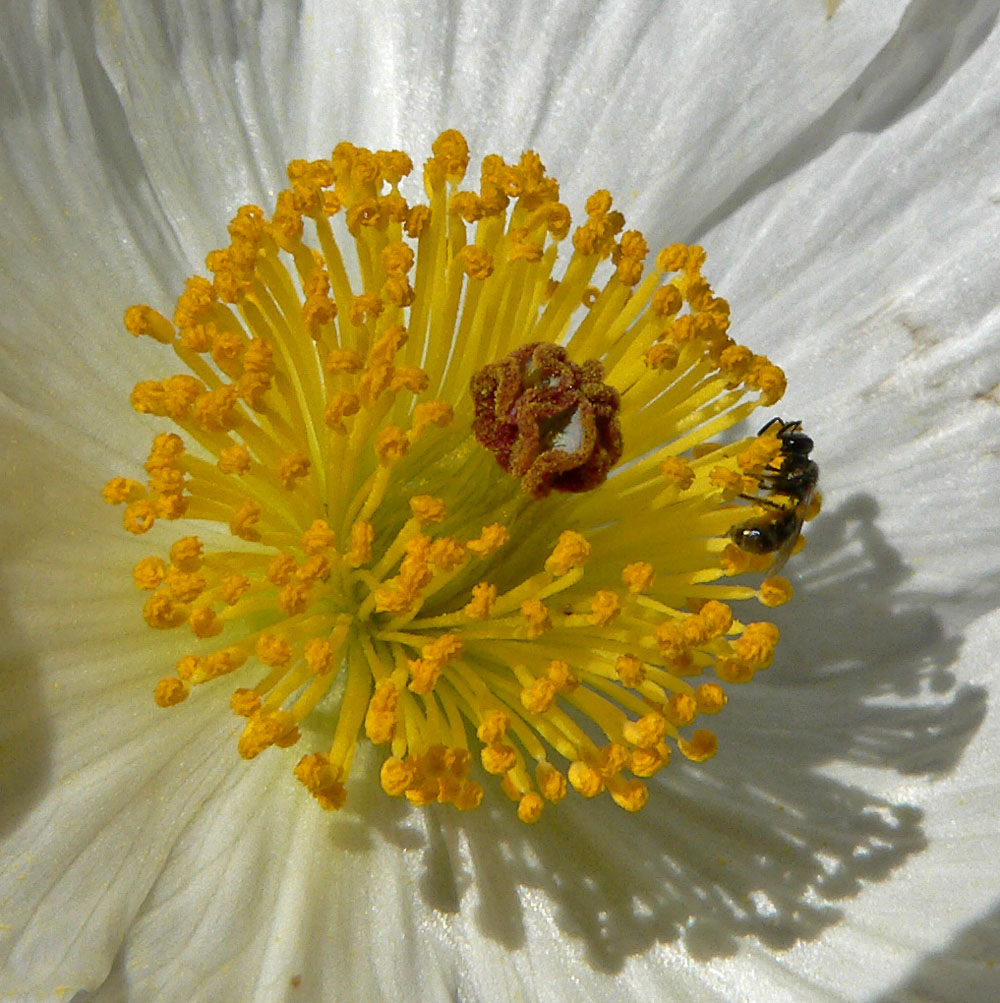
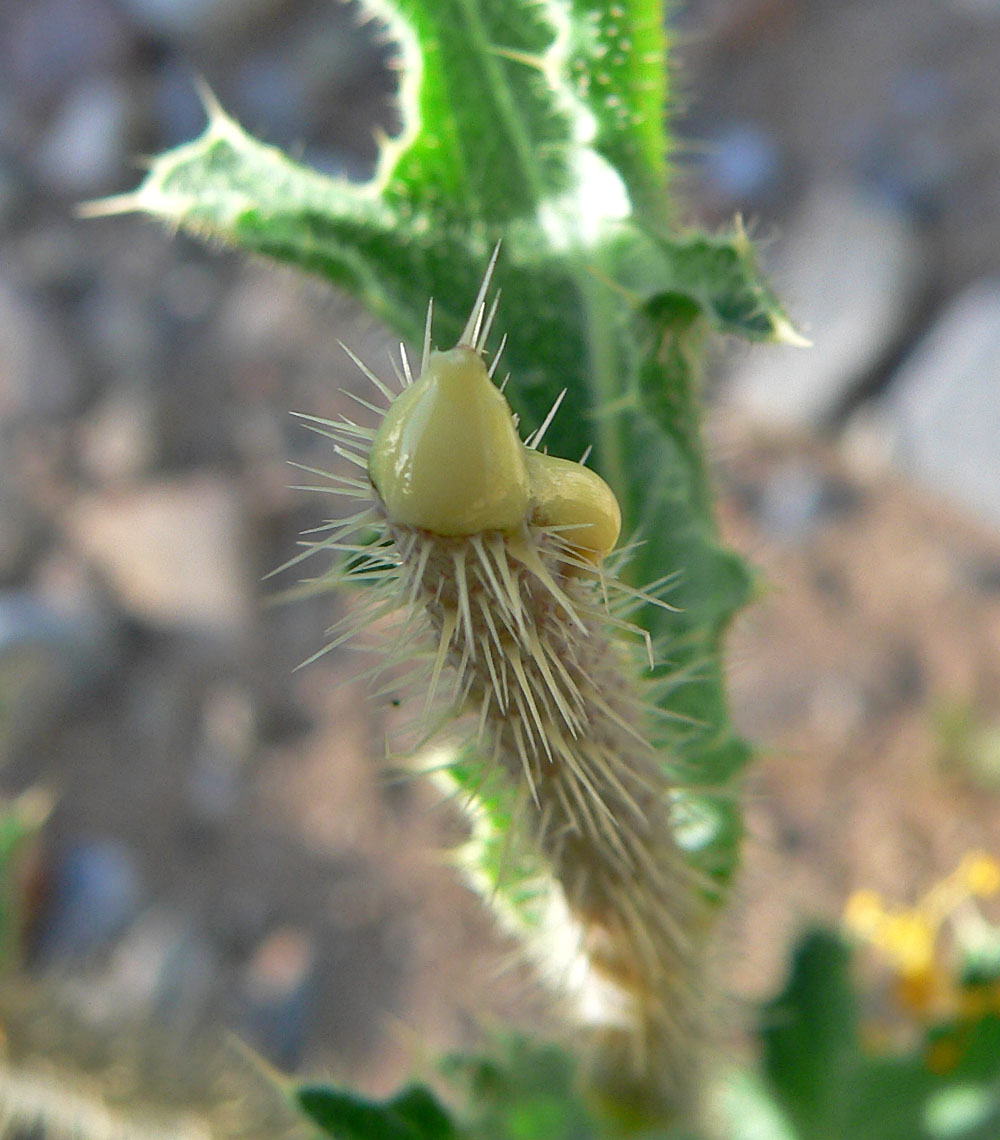
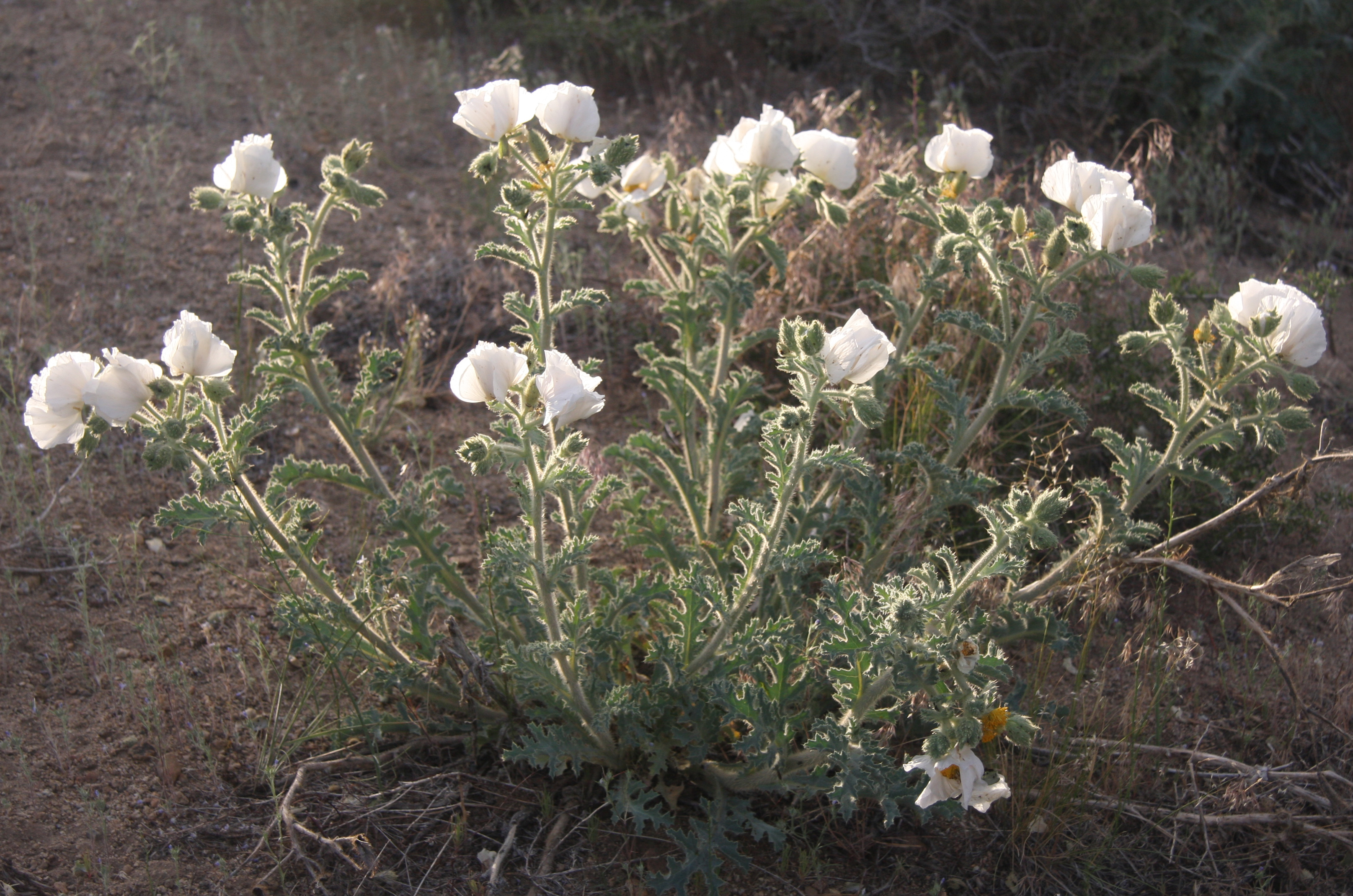
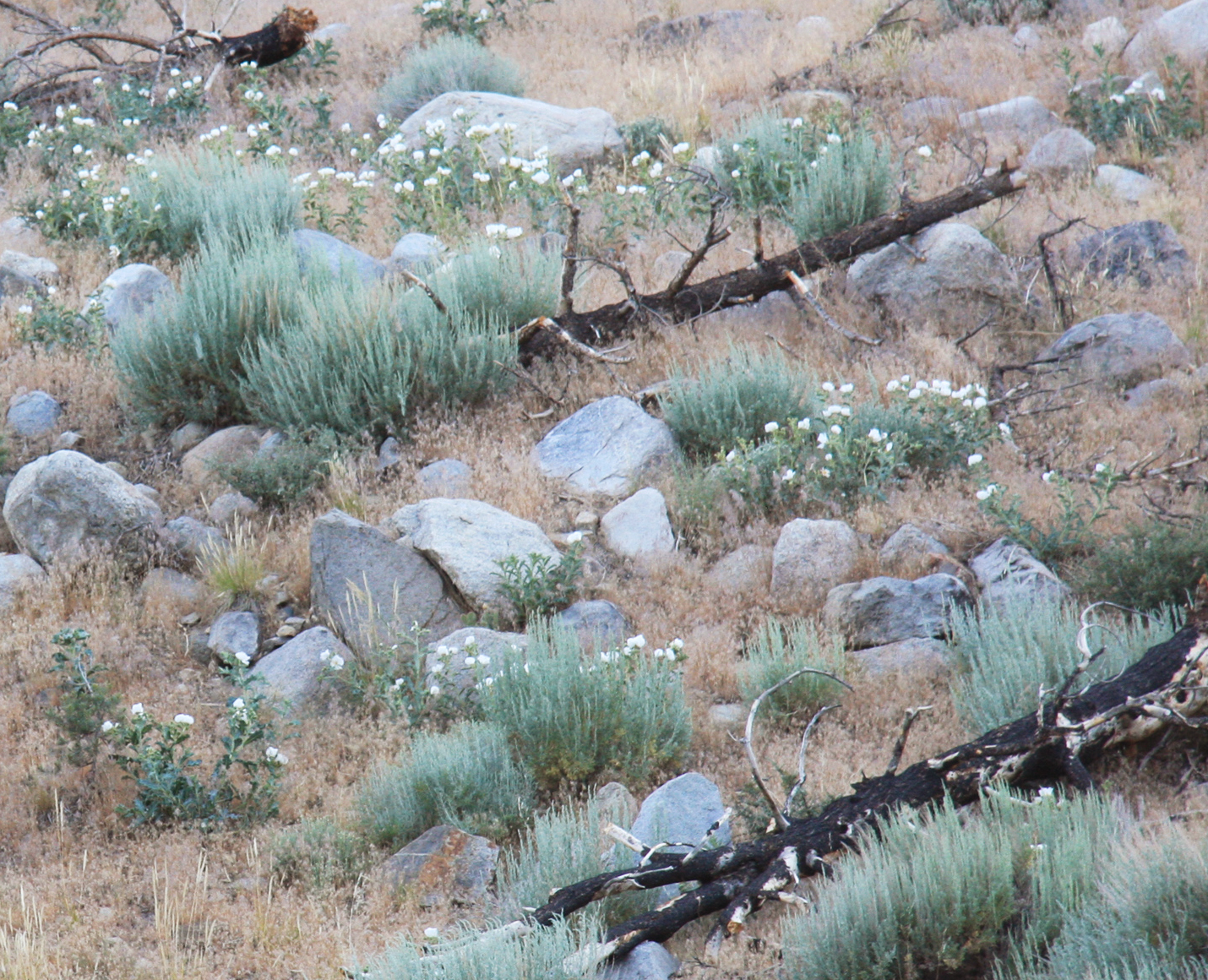